# Șah în patru

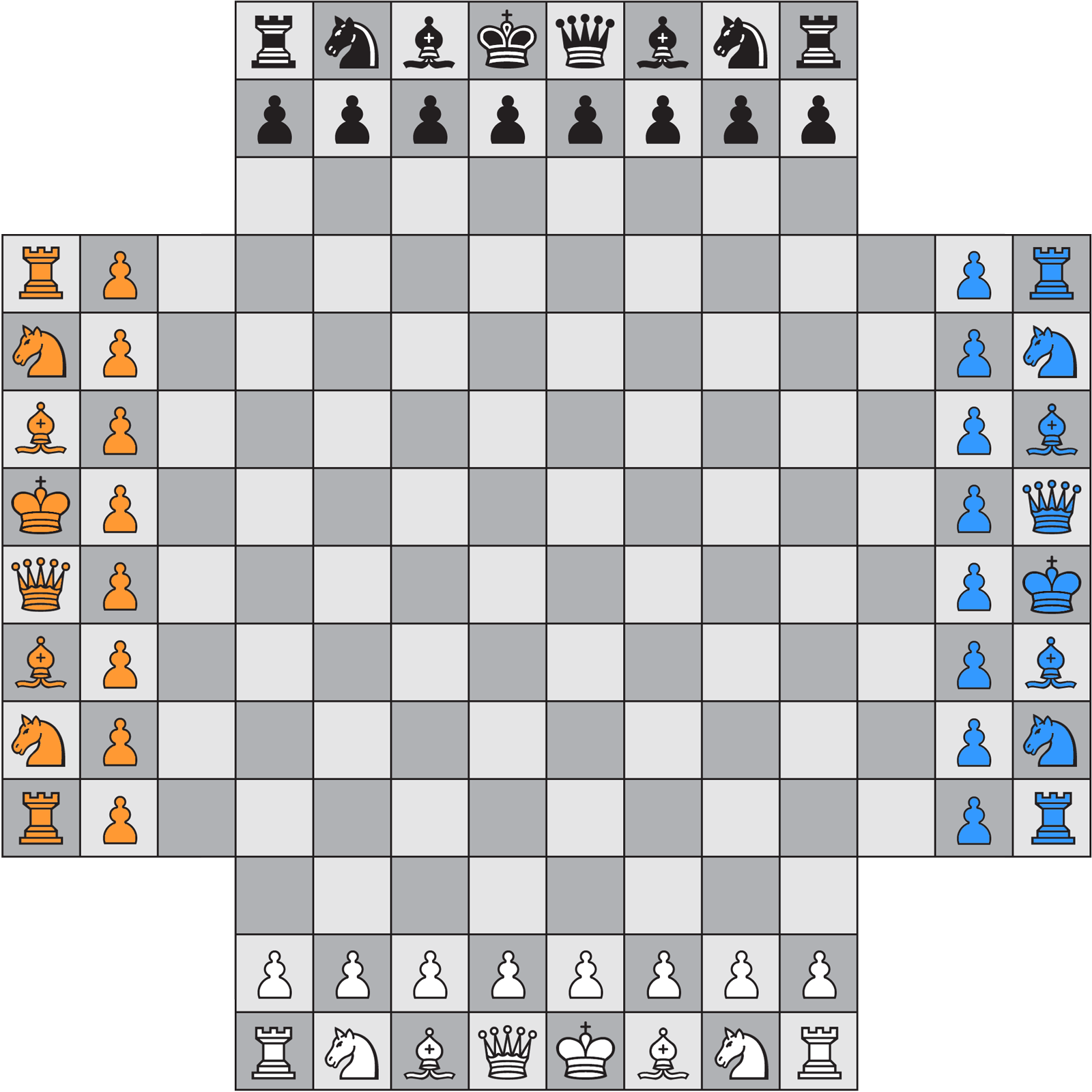

Șahul în patru este o variantă de șah, care în mod normal este jucată de către patru persoane. Se joacă pe o tablă specială care este făcută din standardul 8x8 cu o adiție a de 3 rânduri a câte 8 pătrățele. Patru seturi de culori diferite sunt necesare ca acest joc să fie jucat. Șahul în patru urmează aceleași reguli de bază ca și șahul în doi. Există mai multe variați de reguli, majoritatea pe aceeași tablă si aceleași formație de start.

## Echipă
Cea mai comună formă de joc este 2 vs 2 în care piesele aliate nu se pot elimina una pe cealaltă, dar se ajută în apărare și atac. Aliați stau unul lângă altul și se ajută ca să dea șah mat celeilalte echipe. Jocul este terminat numai când ambii regi ai celeilalte echipe au fost șah matați. Altfel este remiză.

## Cont propriu
Acest mod este substanțial mai greu decât cel pe echipe deoarece fiecare jucător poate ataca pe orișicine. Odată ce un jucător a fost șah matat el își retrage piesele pentru a nu mai interacționa cu ceilalți.

## Regulile jocului
- Jucătorii își pot muta piesele dar în tura lor.
- Dacă un jucător este în șah va trebui să aștepte până îi vine tura. (În cazul în care jocul este pe echipe jucătorul care este în șah are uneori avantaj datorita faptului ca aliatul sau îl poate scăpa de la un mat.)
- În caz că pionul ajunge pe ultimul rând el va promova. Indiferent daca este în stânga, dreapta sau în fața.